# Direttorio Divisioni Inferiori Nord
Il Direttorio Divisioni Inferiori Nord fu un organismo calcistico italiano attivo in età fascista. Creato nel 1926 su disposizione della Carta di Viareggio sulle ceneri della disciolta ed effimera Lega delle Società Minori, ebbe come quest'ultima sede a Genova e competenza sul campionato di Seconda Divisione dell'Alta Italia e sulle finali interregionali di quello di Terza Divisione. Assegnava al proprio campione un titolo rappresentato da un nastrino tricolore messo sul braccio dei giocatori.
L'ente era un organismo autoritario modellato sulle visioni del regime, essendo i suoi componenti nominati d'ufficio dal presidente della FIGC. Il primo presidente fu il signor Moraglia. Fu sciolto nel 1930 nell'ambito di un'ancor più intensa politica accentratrice.

## Organico
- 1926-1927: 30 società
- 1927-1928: 60 società
- 1928-1929: 84 società
- 1929-1930: 80 società